# 西日本放送
西日本放送株式會社（日语：／ Nishinippon Hōsō */?），簡稱RNC，是一家本部位于香川縣的電視台。其與福岡縣的電視台西日本電視台（TNC）之間名字容易混淆，但兩者無任何關係。西日本放送中波廣播的播音範圍為香川縣，為JRN和NRN聯播網的成員；電視節目的播出範圍則為香川縣和岡山縣。為NNN、NNS聯播網的成員。

## 外部連結
- RNC西日本放送 （页面存档备份，存于）
- RNC西日本放送的X（前Twitter）
- RNC西日本放送的Facebook專頁
- YouTube上的RNC西日本放送頻道

34°20′51.5″N 134°3′3.5″E / 34.347639°N 134.050972°E